# Arc of a Scythe

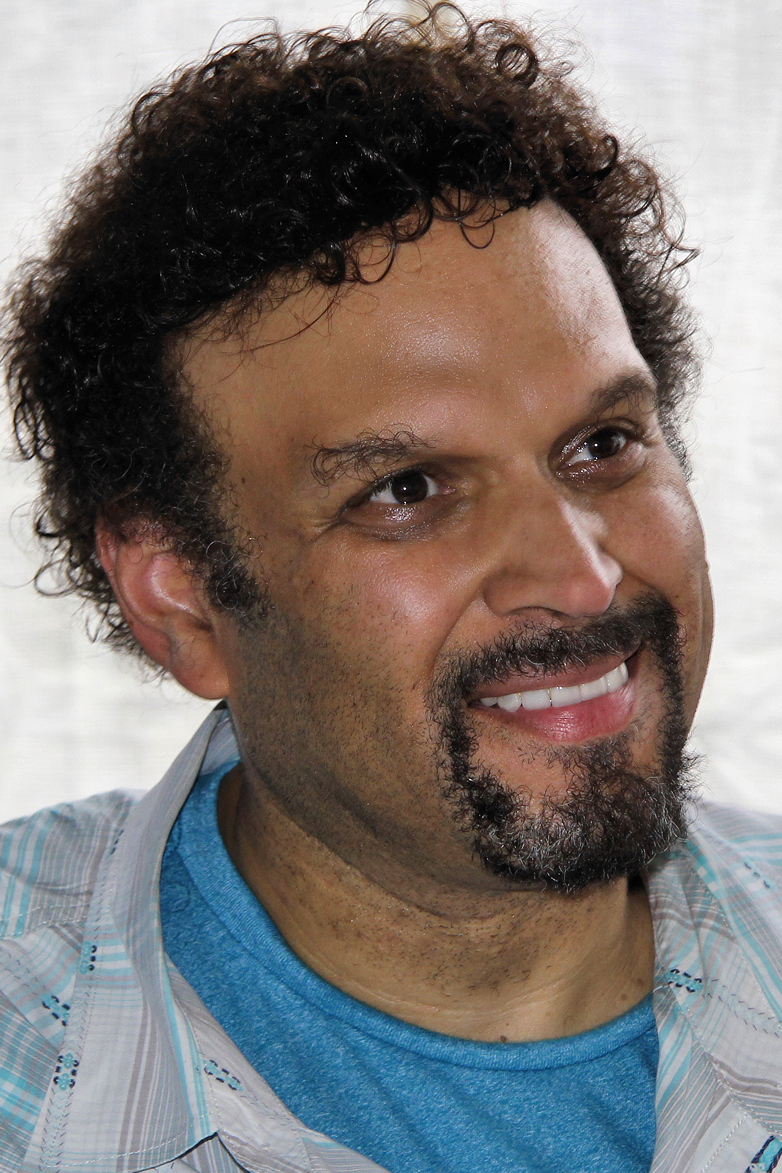
Neal Shusterman, autor de la trilogia Arc of a Scythe

La sèrie literària Arc of a Scythe (que en català seria “Arc d'una Dalla” o “l'Arc de la Dalla”) és una trilogia escrita per l'autor de literatura juvenil Neal Shusterman. Consta de tres llibres de ciència-ficció ambientats en un futur distòpic: Scythe, Thunderhead i The Toll. La saga va ser una de les guanyadores del premi literari Golden Cowbell de 2018-19, i el primer llibre, Scythe, va ser el llibre d'honor per a novel·les juvenils al Michael L. Printz Award l'any 2017. La primera edició es va publicar en anglès a finals de l'any 2016, i des d'aquell mateix any, se sap que se n'està preparant una adaptació cinematogràfica.

## Plantejament
La saga està ambientada en un futur teòricament utòpic, on la tecnologia i la ciència ha avançat tant que la humanitat ha pogut conquerir la mort. Les persones ja no poden estar malaltes, ni passen gana, ni poden estar ferides durant gaire temps; no poden morir de vells ni d'accidents. Tot i això, encara hi ha dues maneres de morir, que són si estan en contacte amb foc o àcid, ja que si una d'aquestes dues coses toca el cos d'algú no pot ser reviscut, perquè queda destruït. A més, els humans també han creat una intel·ligència artificial molt avançada anomenada Thunderhead. Gràcies a ella, ja no hi ha guerres, ni misèria, ni governs, ja que ella no pot equivocar-se i, per tant, és ella la que controla la societat. Per ajudar a la intel·ligència artificial amb les connexions entre ella i el món real, o amb la comunicació entre ella i les persones, hi ha una gent que tenen aquesta professió i se'ls hi diu agents del cúmul.
El problema que té aquesta societat ideal és que hi ha massa quantitat de gent al món, i per molt que la Thunderhead hagi augmentat la capacitat d'humans a la Terra considerablement, hi ha un màxim. Per tant, no tothom pot viure per sempre, perquè hi hauria massa persones, ja que naixarien molts humans, però cap moriria. Per solucionar aquest problema, un grup de persones a l'inici de l'Era Postmortal (era on la gent ja no es mor) va crear una organització segregada de la Thunderhead amb el nom de Scythedom o "la Dalla", que decideix qui ha de morir. Les persones encarregades de dur a terme aquesta tasca són els i les segadores, que han de segar (és el nom que utilitzen per referir-se a l'acció de matar permanentment a algú a l'Era Postmortal) un cert nombre de persones cada mes. Tota aquesta organització té un seguit de normes i manaments, entre els quals hi ha que no es poden comunicar amb la Thunderhead, que les persones a les quals seguin han de ser diverses (en els aspectes de gènere, cultura, edat, etc.), que les seves úniques possessions són la seva túnica, el seu anell i un diari en el qual han d'escriure quelcom cada dia o que han de concedir la immunitat d'un any a la sega a la família de la persona segada (això es produeix quan una persona besa l'anell d'un segador), entre d'altres. Tres vegades l'any, tota la Scythedom d'una regió es troba per parlar de diferents temes. Aquest tipus de reunió es diuen cònclaus, i duren de 7 del matí a 7 de la tarda. A l'inici de la reunió fan algunes cerimònies; cada segador recita els noms d'algunes de les persones que han segat i es renten les mans per “netejar-se la brutícia de segar”. Després, si s'escau, es diuen els noms dels segadors que han mostrat prejudicis en les seves segues i es discuteix el càstig que haurien de rebre. Una vegada fet això, es discuteixen diversos temes jurídics i problemes que han tingut els segadors. Durant el cònclau, diverses persones tenen 10 minuts per intentar vendre un producte que ajudaria als segadors, normalment armes o verins. Finalment, es fan proves als aprenents de segadors, si n'hi ha. Un noviciat dura un any, és a dir 3 cònclaus. En el tercer, s'anuncia quins aprenents es convertiran en segador, i cadascun escull un nom pel qual vol ser reconegut. Aquest nom ha de ser d'alguna figura pública important de l'Era Mortal.
En aquest futur, les religions tal com existeixen ara han desaparegut, ja que la ciència avança tant que el nombre de persones religioses disminueix. Tot i això, en el món d'aquesta trilogia hi ha un culte anomenat tonisme. Els tonistes intentes trobar la Gran Ressonància, un fenomen que segons ells els indicarà el camí. Aquesta religió està molt relacionada amb el camp de la música; per exemple, el seu símbol és un diapasó, s'agrupen en grups de 7 o 12, el nombre de notes que hi ha en l'escala diatònica i a l'escala cromàtica. La Thunderhead, però, no considera el tonisme com una religió.
Com en l'actualitat, en el futur que ens presenta Neal Shusterman en aquestes novel·les hi ha delinqüents, persones que fan il·legalitats. En aquests llibres, la Thunderhead etiqueta (temporalment o permanentment depenent del cas) als delinqüents com a indesitjables. Aquest tipus de persones no tenen permès establir cap mena de comunicació amb la Thunderhead i han de parlar amb l'agent del cúmul que tenen assignat una vegada a la setmana.

## Trama

### Scythe
La Citra i el Rowan són dos adolescents que no es coneixen entre ells, però que els dos han tingut relació amb dues segues de l'honorable Segador Faraday. Aquest, com que veu que els dos són potencialment bons per ser segadors, els proposa començar un noviciat amb ell, però els avisa que quan s'acabi només un dels dos podrà ser segador, i l'altre tornarà a la seva vida normal. Els dos accepten, tot i que no volen convertir-se en segadors; però és precisament això el que es busca amb un aprenent de segador, que no vulguin ser-ho.
Durant quatre mesos, el Faraday els ensenya a segar i els diferents tipus de sega, d'armes i de verins, però també com viure amb la consciència d'haver acabat amb la vida d'algú, com escriure els seus sentiments en el diari i tenir la compassió que es busca en un segador. Quan arriba el primer conclau, el High Blade Xenocrates (s'anomenen “High Blade” els segadors que són líders d'una Scythedom; en aquest cas, el Segador Xenocrates és el líder de la Dalla midmericana) es sorprèn en saber que el Faraday ha agafat dos aprenents. A la tarda, els aprenents de segador fan una prova de coneixements, i la Citra falla perquè menteix quan li demanen què és el pitjor que ha fet. El Rowan, per fer sentir millor a la Citra, falla la seva pregunta expressament. Al final, la Segadora Rand proposa que al final del noviciat qui sigui escollit segador haurà de segar a l'altre, i el Xenocrates accepta. La Segadora Rand és una de les segadores del nou ordre, un grup de segadors que no estan del tot d'acord amb les normes dels fundadors. Creuen que tothom hauria de fer el que vol en un món perfecte com en el que estan, i que per tant els segadors haurien de gaudir segant a la gent. Aquest grup està liderat pel Segador Goddard.
El vespre següent, apareix el Segador Xenocrates i uns agents, que els diuen al Rowan i la Citra que el Segador Faraday s'ha segat a ell mateix. Ells es pensen que això significa el fi del seu noviciat, però els diuen que el Segador Goddard continuarà amb l'aprenentatge del Rowan, i la Segadora Curie amb el de la Citra. La Segadora Curie és una de les primeres segadores, i és molt famosa per haver segat a l'últim president i, per tant, provocar l'inici del govern de la Thunderhead.
El Rowan segueix aprenent com ser segador en una mansió amb diversos segadors del nou ordre; el Goddard, la Rand, el Volta i el Chomsky, i una nena amb el nom d'Esme. L'ensenyen a segar en massa sense compassió. El Rowan no vol convertir-se en un segador del nou ordre que disfruta segant, però creu que s'hi acabarà convertint degut al seu mestre, i decideix que vol deixar guanyar a la Citra, en part perquè estan una mica enamorats. Li fan anar a una sega en massa amb tots els segadors amb els quals viu; van a un edifici d'oficines, seguen a tothom i cremen l'edifici. El Rowan intenta ajudar a la màxima gent que pot perquè no la seguin. Una nit descobreix que el Segador Volta està plorant, i que tot i que pensa que el Goddard és dolent, no creu que pugui escapar-se d'ell.
Mentrestant, la Citra segueix el seu noviciat a casa de la Segadora Curie, on aprèn a ser comprensius amb les famílies dels segats i a ser una segadora com els fundadors. Sospita que el Faraday no es va segar, sinó que ho va fer algú altre, i com que sap que la Thunderhead ho grava tot (tot i que no ho pugui explicar perquè és un assumpte relacionat amb la Scythedom) comença a buscar en les seves gravacions, però com que n'hi ha moltíssimes i no estan ordenades en cap ordre li costa molt trobar qualsevol cosa.
Al cònclau de tardor, la Citra i el Rowan no es parlen gaire per les diferències polítiques que hi ha entre els seus mentors. Durant la prova dels aprenents, els dos s'han d'enfrontar en una lluita. Els dos volen deixar guanyar a l'altre, però com que cap guanyarà, el Rowan li trenca el coll a la Citra, el que provoca la seva desqualificació en la prova i la mort (durant uns dies, fins que la curin) de la Citra.
Una tarda, uns agents arresten a la Citra i la porten a casa el Xenocretes, on és avisada que se l'acusa d'haver matat al Segador Faraday. L'única manera que té d'escapar és tirant-se pel balcó i acabar morta temporalment una altra vegada. Mentre s'està curant, com que oficialment no forma part de la Dalla perquè encara està morta, la Thunderhead li parla i li diu el nom de Gerald Van Der Gans. Quan es desperta, està amb la Segadora Curie a la regió xilena-argentina. La seva mentora li diu que el Faraday va ser el seu mestre i primer amor, i envia a la Citra cap a l'Amazònia. Quan arriba a la seva destinació, la Citra descobreix que el nom de Gerald Van Der Grans era el nom d'abans de ser segador del Faraday, i que ell segueix viu en una casa d'allà. Ell li diu que va simular el seu suïcidi perquè la Citra i el Rowan no haguessin de continuar amb el noviciat i així un no hagués de matar a l'altre. La Citra torna cap a casa de la Segadora Curie, perquè el Xenocrates ja ha retirat l'acusació.
El Rowan i el Volta descobreixen que l'Esme és la filla il·legítima del Xenocrates, i que per tant el líder de la Dalla midmericana farà qualsevol cosa per al Goddard perquè ell no digui el seu secret. Uns dies després, el Goddard i el seu “equip” van a fer una sega en massa en un monestir tonista (els del nou ordre s'oposen totalment a aquest culte). El Volta, després de segar tota una sala plena de nens, es penedeix de tot el que ha fet i es sega, mentre que el Rowan en un atac de fúria sega al Goddard, al Chomsky i a la Rand, i crema tot l'edifici perquè no els puguin reviure. El Xenocrates té una reunió amb ell per intentar esbrinar què va passar realment al centre tonista, però s'acaba quan el Rowan li diu que sap qui és l'Esme.
El dia anterior a l'últim cònclau com a aprenents, el Rowan i la Citra fan el seu últim test abans que es decideixi qui es convertirà en segador. La prova consisteix en deixar mort temporalment a una persona propera. El Rowan ho fa ràpidament, però a la Citra li costa molt, tot i que al final ho fa. L'endemà, al cònclau, anomenen a la Citra com a segadora pels seus valors, i agafa el nom de Segadora Anastasia Romanov. Quan ha de segar al Rowan, li dons un cop de puny a la boca amb el seu nou anell, el que provoca la seva immunitat. Li diu que corri cap a fora, i quan el Rowan ho fa descobreix que el Faraday l'està esperant amb un cotxe.
Al final del llibre hi ha una entrada del diari de la Segadora Anastasia un any després dels últims fets, on explica que ha sentit rumors sobre un segador que sega a segadors corruptes cremant-los, i es fa dir Segador Llucifer.

### Thunderhead
La segona entrega de la trilogia comença explicant que el Rowan Damisch s'ha posat el sobrenom de Segador Llucifer, i que està segant i cremant a diferents segadors corruptes que no seguien les normes dels fundadors. La Citra Terranova ara és coneguda amb el nom de Segadora Anastasia, i ha establert un nou mètode de sega, on deixa que les persones que segarà que triïn el mètode de sega i els deixa un mes per fer les últimes coses que hagin de fer abans que els segui. Una tarda, el Rowan es troba al Tyger Salazar, el seu millor amic d'abans de convertir-se en aprenent de segador, a casa seva. El Tyger li diu que han segat el pare del Rowan i que ell se'n va a la regió de Texas a fer un nou treball. Quan hi arriba, el Tyger troba a la persona que l'ha contractat, que és la Segadora Rand. La Segadora Rand comença un entrenament físic pel Tyger.
El llibre introdueix una altra història, la del Greyson Tolliver, qui vol ser un agent del cúmul. En una de les seves classes a l'acadèmia del cúmul, el seu professor li diu que ha d'intervenir en un assumpte de segadors, ja que la Thunerhead no ho pot fer. El que ha de fer és avisar a la Segadora Curie i a la Segadora Anastasia que tenen una bomba al camí de casa, salvant-lis així la vida. A causa de fer això, el Tyger és expulsat de l'acadèmia i és marcat com a indesitjable.
El Faraday va a la biblioteca d'Alexandria, on es guarden els diaris dels segadors, i li demana ajuda a la bibliotecària Munira Atrushi (que abans havia sigut la seva aprenent de segadora, però no va passar la prova final) a buscar en els diaris dels segadors fundadors pistes per trobar la terra de Nod i la solució alternativa a la Scythedom que van fer els fundadors, però que està amagada i ningú sap a on està.
El Greyson intenta seguir l'estil de vida d'indesitjable, i per fer-ho es canvia el nom a Slayd Bridger. En un bar, coneix la Purity, una indesitjable de la qual s'enamora. Li proposa un pla per matar a uns segadors juntament amb altres indesitjables, i ell accepta, tot i que avisa a la Dalla del pla. La Segadora Anastasia ha de segar a un actor en una representació teatral on el seu personatge es mor, però la Purity fa que surti àcid de l'aire condicionat. El Greyson, però, saboteja el pla perquè no surti bé. El Segador Constantine, que era allà per intentar trobar l'atacant, sega a la Purity. La Citra ajuda al Greyson a escapar, ja que també el volien segar a ell, i li diu que vagi a un monestir tonista.
El Rowan descobreix que va ser el Segador Brahms qui va segar el seu pare, i en un atac de ràbia va a casa seva, però allà ja l'esperen, i el capturen. El porten fins a on està el Tyger a Texas, on descobreix que la Segadora Rand va poder escapar abans que ell incendiés el monestir tonista. Un dia, la Segadora Rand sega al Tyger i li afegeix el cap del Segador Goddard (que va agafar del monestir), de manera que el Segador Goddard torna a viure per liderar el nou ordre.
En el cònclau d'hivern, el High Blade Xenocrates anuncia que deixarà de ser el líder de la Dalla midmericana per ser el Grandslayer en el Consell Mundial de Segadors. De sobte, apareix el Segador Goddard amb el cos del Tyger, i és nominat a ser el nou High Blade, però la vella guàrdia (el grup de segadors oposats al nou ordre) nomina a la Segadora Curie. Quan s'està votant, la Segadora Anastasia diu que la votació és il·legítima, ja que el Segador Goddard només té una part del seu cos, el que provoca que el cas hagi d'anar al Consell Mundial dels Segadors, a l'illa de Perdura.
El Faraday i la Munira van a la biblioteca del congrés i descobreixen que hi ha un lloc en el món que en el programa de la Thunderhead està ocult, tot i que accidentalment li revelen a ella, ja que tenia una càmera a l'habitació.
La Segadora Curie i la Segadora Anastasia arriben a Perdura. El Segador Goddard i la Segadora Rand porten el Rowan a l'illa on hi ha el Consell Mundial dels Segadors. La nit abans del judici, la Rand intenta lligar amb el Goddard, però ell la rebutja. A causa d'això, la Segadora Rand deixa escapar al Rowan, i l'endemà quan el Goddard descobreix que el Rowan ja no hi és, s'enfada i sega al Segador Brahms. En el judici, els Grandslayers decideixen que el Goddard ha de fer un noviciat abans de poder ser anomenat segador, i que per tant la Segadora Curie passa a ser High Blade.
El pla del Goddard com a venjança de la decisió és enfonsar Perdura. Ja havia contractat a tots els enginyers de l'illa i fa que provoquin tot de problemes tècnics, el que causa que la sala dels Grandslayers s'ompli d'aigua i de taurons. El Goddard marxa amb helicòpter de l'illa, i els Grandslayers són menjats pels taurons. La Segadora Curie descobreix que el Rowan també està a l'illa, i l'amaga juntament amb la Citra a la Càmera de les Relíquies i els Futurs, on es guarden tots els anells de segadors que encara no s'han donat i les capes dels segadors fundadors. Aquesta càmera permet que els cossos de la Citra i el Rowan quedin preservats en el fons del mar i puguin ser reviscuts. Després, la Segadora Curie se sega a ella mateixa.
La Thunderhead està profundament indignada amb la manera en què els humans han resolt els conflictes de la Scythedom, tot i que no hi ha pogut intervenir per les normes de separació de poder. Com a conseqüència, la Thunderhead engega totes les alarmes del món, el que els tonistes interpreten com la Gran Ressonància que buscaven. Totes les persones són marcades com a indesitjables, pel que ningú pot parlar més amb la Thunderhead, menys el Greyson Tolliver, qui la intel·ligència artifical creu que pot ajudar a salvar la situació i li treu la seva etiqueta de criminal.

### The toll
L'últim llibre de la saga té lloc uns mesos després del final de Thunderhead. El Segador Goddard i la Segadora Rand, els únics supervivents de l'enfonsament de Perdura, diuen que van guanyar el judici i el Segador Goddard es converteix en l'Overblade de Nord-Mèrica, una figura que s'inventa ell mateix i és el líder de totes les dalles mericanes. Un vaixell de rescat està intentant rescatar el màxim de coses de Perdura. Està tripulat per la Jerico Soberanis, una persona de gènere fluid que és capitana del vaixell. Entre la tripulació hi ha el Segador Possuelo, que vol trobar la Càmera de les relíquies i els Futurs, sense saber que a dins hi ha la Citra i el Rowan.
Des de la Gran Ressonància, els tonistes han començat a escoltar un nou profeta, The Toll. Ell és l'única persona que continua podent-se comunicar amb la Thunderhead, i el seu nom oficial és Greyson Tolliver. Uns exagents del cúmul segresten al Greyson per poder parlar amb la Thunderhead, però ella l'únic que els diu (a través del Greyson) són unes coordenades. Aquestes direccions porten a l'arxipèlag de Kwajalein, on van anar el Faraday i la Munira. La bibliotecària i el segador van descobrir un búnquer amb informació dels segadors i dels principis de l'Era Postmortal, però per accedir més enllà necessiten els anells de dos segadors. El Segador Morrison és enviat pel Goddard a matar a The Toll, però ell en comptes d'això s'uneix a l'equip del profeta. Van per diferents regions calmant els tonistes radicals que fan servir la violència per aconseguir el que volen.
El Segador Possuelo descobreix la càmera amb la Citra i el Rowan, els reviu i els protegeix en un castell. Una de les persones que hi havia, però, alerta al Goddard i ve la Dalla mericana. La Segadora Anastasia i el Jeri poden escapar, però els segadors del nou ordre capturen al Rowan i se l'emporten. Les dues poden escapar cap a Àfrica, i la Jeri s'adona que li agrada una mica la Citra. La Citra comença a retransmetre alguns vídeos explicant que està viva i els crims que comet el Goddard i el nou ordre. Uns tonistes ataquen el lloc on s'estaven allotjant, que era on vivia el High Blade de la regió africana, el Segador Tenkamenin. Molta gent mor, però la Jerico ajuda a la Segadora Anastasia a marxar matant-se temporalment i anant a un centre de reanimació.
El Segador Goddard anuncia que segarà al Segador Llucifer cremant-lo en un estadi, i que pot anar-hi a veure-ho tothom. Però uns minuts abans de la sega, uns segadors de Texas salven al Rowan i se l'emporten. El Goddard, en un atac de fúria en descobrir-ho, explica que la gent que ha vingut volia veure morir a una persona, un fet que està reservat als segadors exclusivament, i ordena a tots els segadors que hi ha que seguin a tot el públic.
De casualitat, The Toll està a la mateixa cova a la qual van la Citra i el Jerico, i després d'una retrobada, la Segadora Anastasia i el Greyson decideixen que han d'anar en cerca del Segador Allighieri. Aquest, els ajuda a fer un vídeo on diu que el Goddard ha fet més d'un crim, i que ell va està implicat en la crisi de la colònia a Mart.
Els exagents del cúmul que han anat a les illes han anat seguint els plànols enviats per la Thunderhead, i en acabar han construït uns 40 coets. El Greyson, la Citra i la Jeri van a un port a agafar un vaixell ple de cadàvers per portar-los a l'arxipèlag de Kwajalein. Un dia, la Thunderhead es posa en el cos de la Jeri per experimentar el que se sent essent humà, ja que diu que és una part imprescindible del seu pla per salvar la humanitat. El dia següent, el Jeri nota una certa atracció cap al Greyson, i el Greyson també comença a enamorar-se d'ell. Un dels vigilants del port, veu el vaixell, a la Segadora Anastasia i a The Toll, i informa al Goddard de la situació.
Quan el vaixell on la Citra porta milers de morts arriba a les illes, els que ja hi eren comencen a treure els cossos de les caixes i els porten cap als magatzems de les naus espacials. En una d'elles, troben al Rowan viu, qui es retroba amb la Citra i el Faraday. Aquests dos últims obren la porta dels dos anells. Tots escolten el pla de la a Thunderhead, que consisteix en portar gent de les illes i cadàvers a altres planetes, des d'on començar diverses societats de nou. Els explica que ha creat una altra intel·ligència artificial anomenada Cirro Alfa, i que no té les mateixes lleis que ella, així que quan arribin al nou planeta reviurà a la gent morta, tot i que amb uns altres records. Quan ja és el dia que els coets marxin, la Thunderhead avisa (de forma indirecta) al Greyson que el Goddard està venint.
La gent que vol marxar amb coet corre cap a ells, i quan algun està suficient ple engega, però el Goddard arriba amb un avió de míssils i comença a destrossar els coets. Els que no volien marxar, com el Greyson, la Jerico, el Faraday o la Munira, marxen de l'illa i es queden en una barca al voltant. Un dels míssils li dona a la Citra, que mor. El Rowan la porta al coet amb ell, i el Cirro la reviurà una vegada arribin al seu destí, ja que un segador només pot morir permanentment si es vol segar. La majoria de naus poden enlairar-se, tot i que algunes han quedat massa malmeses per l'impacte dels míssils o en les que tota la tripulació s'ha mort. Finalment, la Segadora Rand veu que el que el Segador Goddard fa, no porta enlloc, i el sega. Més tard, li posa els records del Tyger, de qui està enamorada.
El Faraday i la Munira poden activar el pla que van crear els segadors fundadors per si la Dalla no funcionava, que és el que havien estat buscant tota l'estona. Això causa la destrucció de tots els anells de segadors, i apareixen uns nanorobots que estan programats per matar el 5% de la població cada 20 anys, representant les malalties de l'Era Mortal. La Scythedom desapareix, i els segadors ja no poden acabar amb la vida d'altres persones. El Greyson trenca la seva connexió amb la Thunderhead, perquè no li va agradar que es posés en el cos del Jeri sense demanar permís. Cada coet arriba al planeta que havia d'arribar, i el Cirro reviu a les persones mortes, inclosa la Citra, que en despertar-se troba el Rowan al seu costat i li fa un petó.

## Traduccions i adaptacions
Els llibres tenen la mateixa portada en la majoria d'idiomes, dissenyades per Kevin Tong. A la del primer volum apareix un segador amb una capa vermella. Neal Shusterman va dir que no era cap segador en concret, i per aquest motiu en el primer llibre no hi ha cap segador amb una túnica d'aquest color. La portada del segon llibre són la Segadora Anastasia (dreta) i el Segador Llucifer (esquerra), i la del tercer The Toll (Greyson Tolliver) davant de la Segadora Rand (esquerra) i Segador Possuelo (dreta). A continuació hi ha un llistat de les traduccions que s'han fet dels llibres, i senyalats amb un asterisc (*) les portades que són diferents a les originals.
- Scythe, Thunderhead, The Toll: original en anglès per Neal Shusterman
- Siega, Nimbo, Trueno: traduït al castellà per Pilar Ramírez Tello
- O ceifador, A nuvem, O timbre: traduït al portuguès per Guilherme Miranda
- Die Hüter des Todes, Der Zorn der Gerechten, Das Vermächtnis der Ältesten*: traduït a l'alemany per Kristian Lutze
- Falce, Thunderhead, Il Rintocco: traduït al italià per Lia Tomasich
- Koisarze, Kosodom, no s'ha traduït el tercer*: traduït al polac per Katarzyna Agnieszka Dyrek
- La Faucheuse, Thunderhead, Le Glas: traduït al francès per Cécile Ardilly
- Smrtka, Nimbus, Zvon: traduït al txec per Petr Kotrle.
- Косачи, Бурята, вън*: traduït al búlgar per Нийл Шустърман i Гергана Минкова
- Kosec, Nimbus, Posol: traduït a l'eslovac per Katarína Figová
- Secera, Tunetul, no s'ha traduït el tercer: traduït al romaní per Dan Sociu
- Жнець, Шторм, no s'ha traduït el tercer: traduït a l'ucraïnès per Наталя Гайдай
- داس مرگ,داس مرگ, داس مرگ*: traduït al persa per آرزو مقدس
- Жнец, Испытание, no s'ha traduït el tercer*: traduït al rus per Нил Шустерман
- 刈鐮, 雷雲, 玄鐘: traduït al xinès per 陳錦慧

El mateix any en què es va publicar el primer llibre, el 2016, Neal Shusterman va anunciar que tenia un contracte amb Universal i Amblin Entertainment per adaptar tota la saga, i que la producció estaria a càrrec de Sara Scott. A principis de l'any 2020, l'autor d'Arc of a Scythe va dir que seria Sera Gamble qui escriuria el guió, però mesos després va deixar de formar part del projecte, perquè a la carta de desembre d'aquest mateix any, Shusterman va dir que Gary Dauberman estafava adaptant la pel·lícula i escrivint un nou esborrany. Per aquests motius es pot deduir que la pel·lícula s'estrenarà amb uns quants anys de retard.

## Premis
La saga ha guanyat molts premis arreu del món durant aquests anys. La llista de les nominacions i premis aconseguits per Neal Shusterman amb la trilogia Arc of a Scythe és aquesta:
- Nominat al Grand Prix de l'Imaginaire per Roman jeunesse étranger de 2018 i 2019[5]
- Nominat al Michael L. Printz Award de 2017[6]
- Nominat al South Carolina Book Award per Young Adult de 2019[7]
- Guanyador del Rhode Island Teen Book Award de 2018[8]
- Segona posició del Lincoln Award de 2019[9]
- Nominat al Missouri Gateway Readers Award de 2018[10]
- Guanyador del Premio El Templo de las Mil Puertas per Mejor novela extranjera perteneciente a saga de 2017[11]
- Guanyador del Rebecca Caudill Young Readers' Book Award de 2020[12]
- Dels 10 millors del ALA/YALSA Best Fiction for Young Adults de 2017[13]
- Guanyador del California Book Award de 2020[14]
- Green Mountain Book Award Master List (VT) de 2017-18[15]
- Guanyador del Golden Cowbell Book Award de 2018-19[16]
- DUBLIN Literary Award Long List de 2018[17]
- Nominat al Goodreads Choice Award for Young Adult Fantasy & Science Fiction de 2017,[18] de 2018[19] i de 2019[20]